# Racionalismo italiano

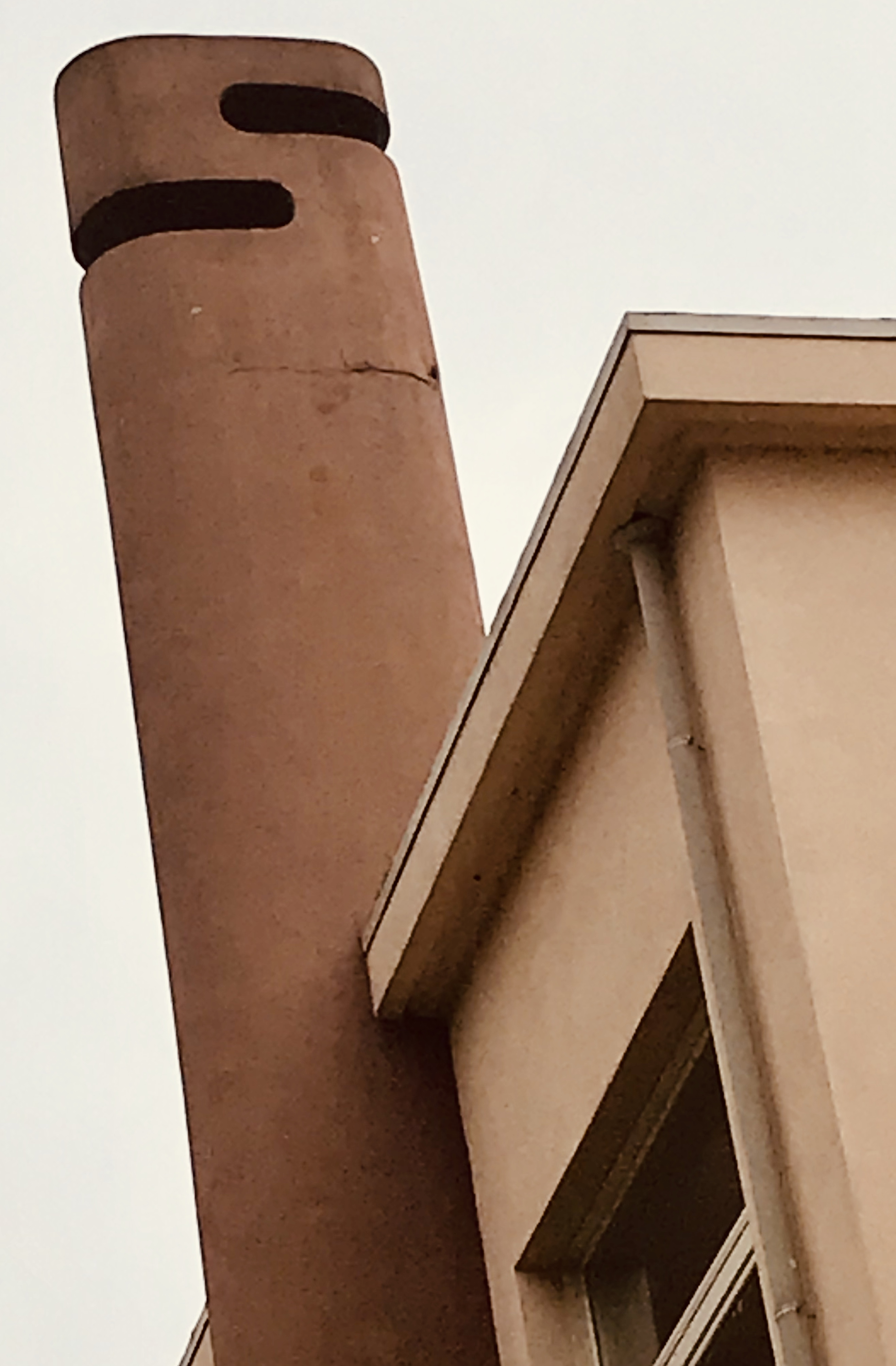
Detalhe da chaminé do Presídio Reabilitatório Borsalino de Alessandria, obra de Ignacio Gardella.

O racionalismo italiano foi um movimento arquitectónico que se desenvolveu de 1926 a 1943, pretendendo conjugar de uma forma racional e original as características nacionais do Classicismo italiano com a lógica estrutural (a máquina e a indústria) herdada do futurismo, antes da Primeira Guerra Mundial.
Este movimento arquitectónico nasce, pois, da síntese de conceitos diferentes. Por um lado, presta-se homenagem à recente corrente Novecento clássico, liderada por Giovanni Muzio e, por outro, à figura tutelar de Le Corbusier (e a dinâmica das formas industriais).
A 1ª fase racionalista (1926- 1930) agrega influências corbusianas e alemãs, vinculando-as à situação política da Itália no sentido de recuperação da identidade nacional e do clássico. Mas, diferentemente da ideologia fascista, o racionalismo não pretendia um retorno ao clássico, mas um resgate de seu espírito.
Em 1926, constitui-se oficialmente o Grupo 7. Os arquitectos fundadores deste movimento que germinou no Politécnico de Milão, em reacção ao estilo de arquitectura que aí se ensinava, incluíam Giuseppe Terragni, Sebastiano Larco, Guido Frette, Carlo Enrico Rava, Adalberto Libera (que substituiu Ubaldo Castagnoli), Luigi Figini e Gino Pollini. 

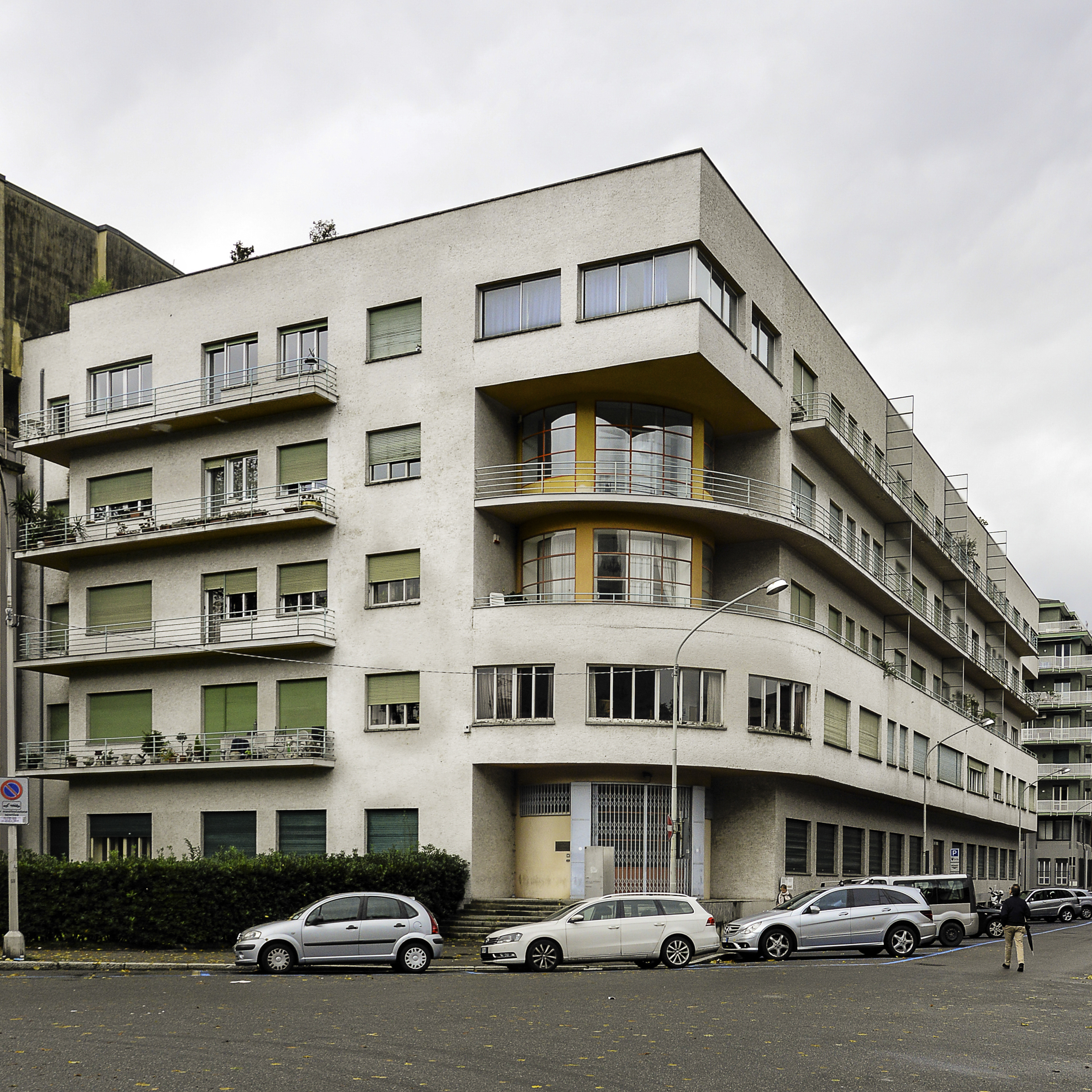
Novocomum de 1928.

Em 1928 organiza-se a 1ª Exposição de Arquitetura Racionalista, com forte cunho ideológico, resultando na criação no Movimento Italiano para a Arquitetura Racional – o MIAR. O primeiro exemplo concreto desta corrente arquitetônica são os Apartamentos Novocomum que marcam, também, o início da obra racionalista de Terragni.
O movimento, repudiado pelos arquitectos mais conservadores, agrupados em torno da União Nacional dos Arquitectos, liderada por Marcello Piacentini, de tendências clássicas, estabelecerá a polémica quando o crítico de arte Pietro Maria Bardi tenta convencer Mussolini, com o panfleto "Relato a Mussolini sobre a arquitectura", de que o racionalismo italiano é o único movimento arquitectónico capaz de cumprir na arquitectura a ideologia fascista. Mussolini, de facto, irá inaugurar a terceira exposição do Gruppo 7 na galeria de arte de Bardi, onde se fará uma mostra representativa das tendências do MIAR.
A União Nacional dos Arquitectos, entretanto, condenará o racionalismo, afirmando peremptoriamente que esta arquitectura em nada reflectia o ideal fascista. Dissolve-se o MIAR. Piacentini aproveita a ocasião para se afirmar como o paladino daquilo que deveria ser esta tão discutida arquitectura fascista, estabelecendo o Stile Littorio (Estilo lictório). Com nove arquitectos sob as suas ordens, Piacentini estabelece na "renovada" Universidade de Roma um estilo fascista oficial, rígido nas soluções arquitectónicas que propunha. Algumas das obras criadas por este grupo, à margem dos racionalistas assumidos, mostram, no entanto, afinidades com este movimento desautorizado, como se verifica com Gio Ponti (Escola de Matemática) e Giovanni Michelucci (edifício de Mineralogia).

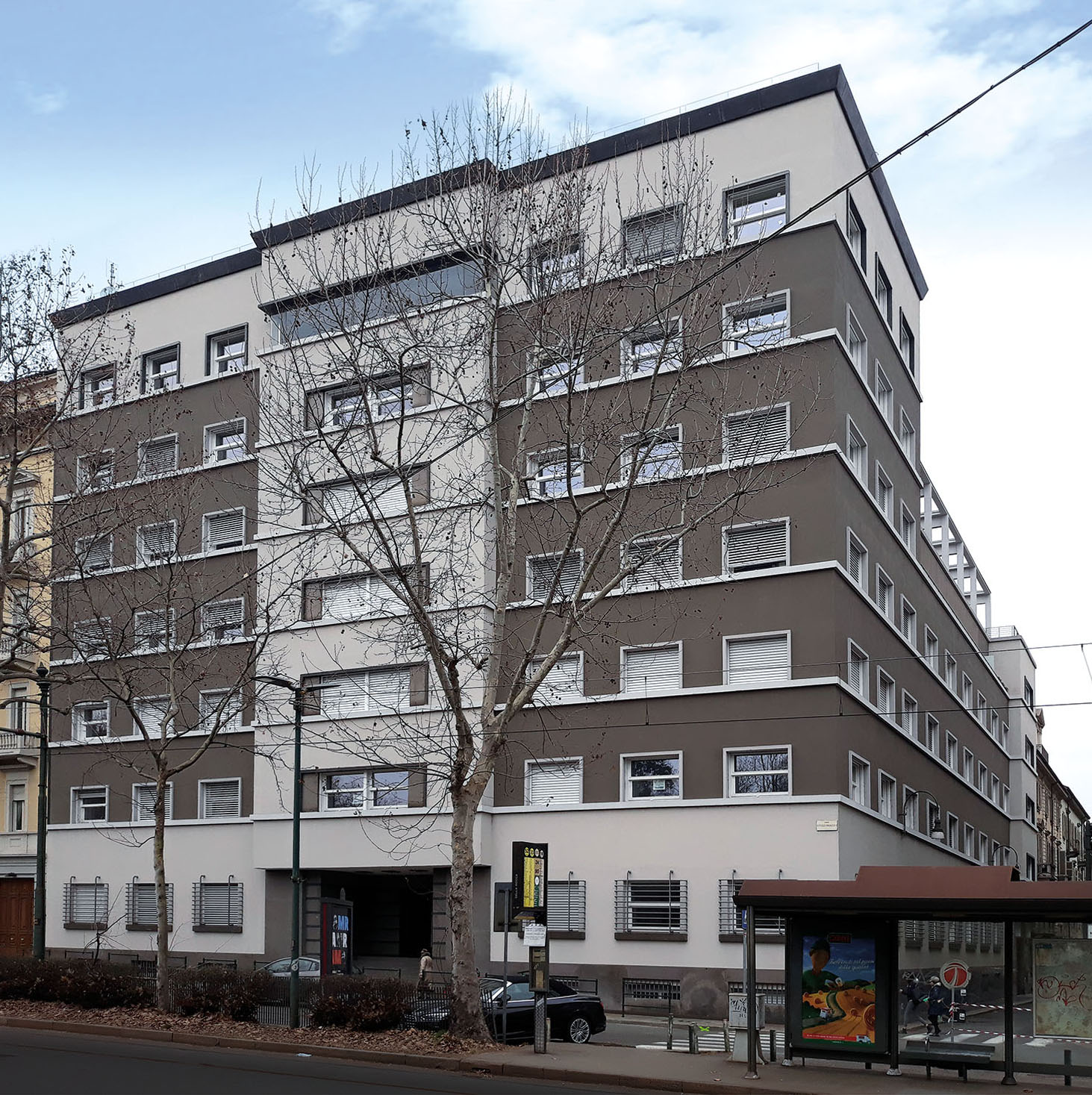
Palazzo Gualino de 1930.

Giuseppe Pagano, arquitecto que fazia parte deste grupo dirigido por Piacentini (e que no seu projecto do Instituto de Física já mostra as suas tendências racionalistas), tentará, em 1932 influenciar os arquitectos em favor do racionalismo, através dos editoriais na revista Casabella. É nesse ano que Terragni conclui o projeto da célebre Casa del Fascio, em Como, obra símbolo do racionalismo italiano
, ex-libris do movimento. O edifício tem uma planta perfeitamente quadrada e a altura é exatamente a metade da base, significando o abandono de toda ligação com a poesia neoplástica e construtivista.
Nele se aplica a concepção do espaço definido pela luz ou melhor, pela luz-cor.
A qualidade das obras produzidas no âmbito do movimento parece declinar em meados da década de 1930. Terragni é uma excepção, mas não a única. Edoardo Persico e Marcello Nizzoli, em 1934, apresentam a sua sala Medaglia d'Oro, na primeira Exposição Aeronáutica Italiana, constituída por uma malha reticulada tridimensional de traves que, projectando-se ao alto no espaço da sala, permitia a exposição de fotografias e trabalhos gráficos, flutuantes. Este modelo de exposição será muitas vezes imitado posteriormente. 
Pietro Lingeri e Cesare Cattaneo, unidos a Terragni, serão responsáveis pelas últimas obras primas deste movimento, em toda a sua significação conceptual, estrutural e simbólica,
(com destaque para um conjunto de obras públicas realizadas a partir de 1932 - destacando-se o Asilo Infantil Sant’Elia .
Entretanto, opondo-se a esta arquitetura racional, Mussolini funda cidades marcadas por uma estética neoclássica, apesar da participação de Pagano na sua concepção: Littoria, Sabaudia, Carbonia e Pontinia. A vanguarda racionalista era posta de lado. Roma também sofreria alterações no seu traçado, não fosse o fim inglório destinado ao fascismo italiano. Terragni participa nestes projectos para a cidade de Roma, sendo um deles o Danteum, nunca construído, que pretendia ser uma tradução arquitectónica e metafísica da Divina Comédia, e que, se realizado, poderia teria sido a glória de Terragni e, talvez, do próprio racionalismo italiano.
Em 1937 Terragni participa do Concurso para o Palácio de Recepções e Congressos no quadro da E42 (Exposição de 1942, posteriormente chamada de EUR – Exposição Universal de Roma) com um projeto de delineação extremamente moderna, que documenta o seu compromisso em se opor à propagação da involução monumentalista. A E42, organizada visando a comemoração do vigésimo aniversário da Marcha sobre Roma de 1922, pode ser considerada como o fim do racionalismo italiano, já que tornou explícita a ruptura entre os tradicionalistas expositores do local e os racionalistas.    
Em 1943, depois de ter participado na Segunda Guerra Mundial, Terragni morre com 39 anos, em circunstâncias ainda não bem esclarecidas.
Ainda hoje é discutível o caráter fascista da arquitetura racionalista. Na realidade, o embate não se soluciona, visto que ao mesmo tempo em que há proximidade e intencionalidade de inserção do contexto político do período (nacionalidade, ideia de unificação), há um afastamento no que se refere à ideologia conservadora e ditatorial do regime. Vale frisar que Terragni é extremamente radical nas suas proposições estéticas, mas não na proposta política, preocupando-se principalmente no aprofundamento de conceitos, da geometria e da função, e considerando os aspectos sociais envolvidos. Segundo Zevi (1982), revisitar a arquitetura antifascista, conspiradora, do fascista Terragni, significa propor-se interrogações sempre cheias de sentido e, conjuntamente, voltar a percorrer o caminho de um empenho dividido por lutas consideráveis, de quedas e triunfos, e de trágicas derrotas .